# Bucești, Galați
Bucești este un sat în comuna Ivești din județul Galați, Moldova, România.

## Personalități
- Ștefan Petică (1877-1904), poet (primul poet simbolist român), publicist.
- Negoiță Dănăilă (1878-1953), chimist, membru de onoare al Academiei Române.

 Acest articol despre o localitate din județul Galați este deocamdată un ciot. Puteți ajuta Wikipedia prin completarea lui.